# Альтай, Арманда
Арманда Альтай, (настоящее имя Арманд Кумпаль Кабартай Алтай-Маджини) (фр. Armande Altaï, род. 20 мая 1944, Алеппо, Французский мандат в Сирии и Ливане) — французская певица, актриса и преподаватель вокала.

## Биография
Родилась 20 мая 1944 года в Алеппо в семье из пяти детей. Ее отец был французским офицером, а мать — турчанкой, которая привила дочери любовь к музыке. В раннем детстве жила в Сирии, Кот-д'Ивуаре и Ливане, а затем семья обосновалась в Марселе после отъезда отца в Индокитай и семейных трудностей.
В 16 лет Арманда поступила в Школу изящных искусств в Марселе, увлекаясь живописью. В 19 лет вышла замуж и переехала с мужем в Париж, где начала карьеру модели, а затем пела в ресторанах. После рождения дочери Вирджинии, которая впоследствии стала ее личной ассистенткой, вернулась в Марсель и брала уроки пения в Консерватории драматического искусства.
В 1971 году дебютировала в музыкальной комедии «Godspell», а в 1979 году выпустила свой первый альбом «L'Ange exterminateur». В 1980-х годах стала известной фигурой парижской ночной жизни, особенно благодаря выступлениям в клубе «Le Palace». В 2001 году присоединилась к «Star Academy» в качестве преподавателя вокала, а в 2008 году стала директором программы. В 2002 году Арманд основала «Les Classes d'Armande Altaï», где среди ее учеников была Нолвенн Леруа, победительница второго сезона «Star Academy».
В 2022 году был выпущен документальный фильм «Un portrait d’Armande Altaï», где она размышляет о времени, жизни и том, что может быть после нее.

## Дискография
- 1979 : Atavisme
- 1981 : Informulé
- 1983 : Nocturne flamboyant
- 2001 : Remembo (переиздание обоих альбомов Mercury на одном CD, песни в другом порядке.)
- 2006 : Héroïnes fantaisie

## Роли
- 1974: «Убю» в Опере по пьесе Альфреда Жарри, режиссер Жорж Вильсон, Авиньонский фестиваль, Театр de l'Est Parisien
- 1975: «Отелло, или Венецианский мавр» Уильяма Шекспира, постановка Жоржа Уилсона, Авиньонский фестиваль
- 1976: «Da Capo» Франсуа-Бернара Маша, режиссёр Жан-Пьер Дуньяк, Авиньонский фестиваль
- 1976: «Чикагское преступление и автокатастрофа» Вальтера Вайдели, режиссёры Ален Франсон и Жан-Пьер Дуньяк, Театр de l’Est Parisien
- 1977: «Метеор» Фридриха Дюрренматта, режиссёр Габриэль Гарран, Театр де ла Коммуна